# رودا ناد موراووو
رودا ناد موراووو (به چکی: Ruda nad Moravou) یک منطقهٔ مسکونی در جمهوری چک است که در ناحیه شومپرک واقع شده‌است. رودا ناد موراووو ۲۵٫۰۱ کیلومتر مربع مساحت و ۲٬۵۶۰ نفر جمعیت دارد و ۳۲۵ متر بالاتر از سطح دریا واقع شده‌است.

## نگارخانه

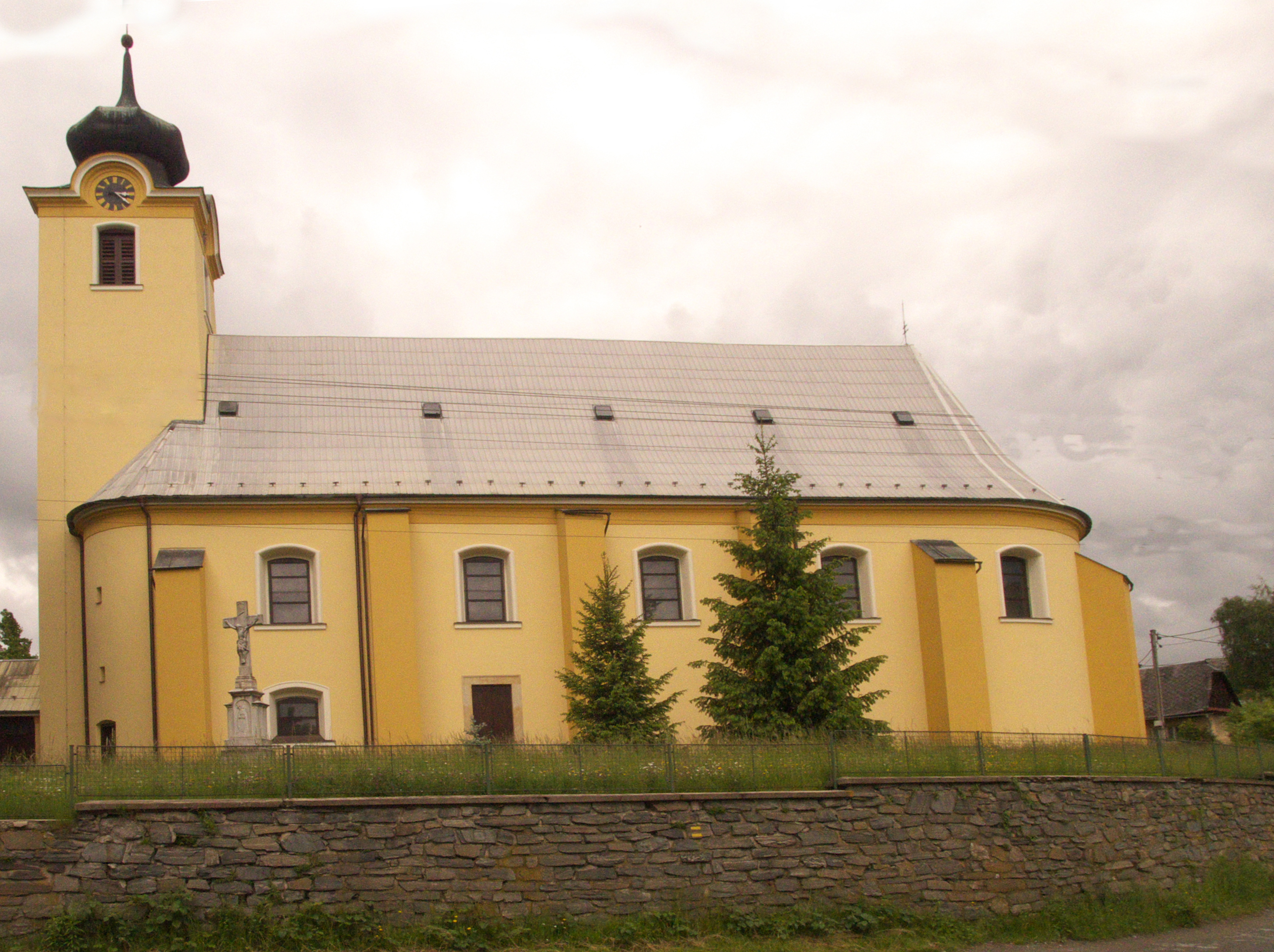
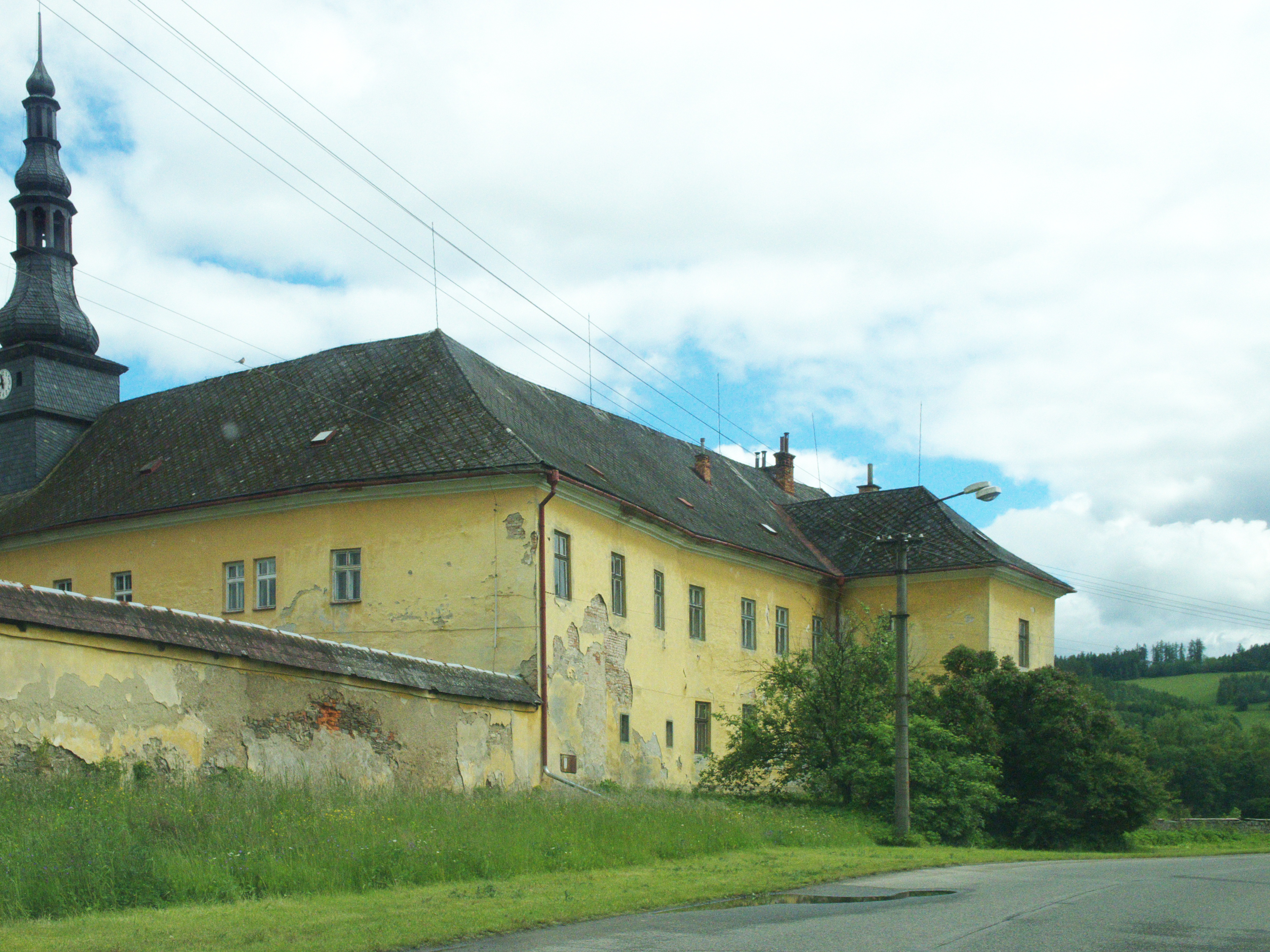
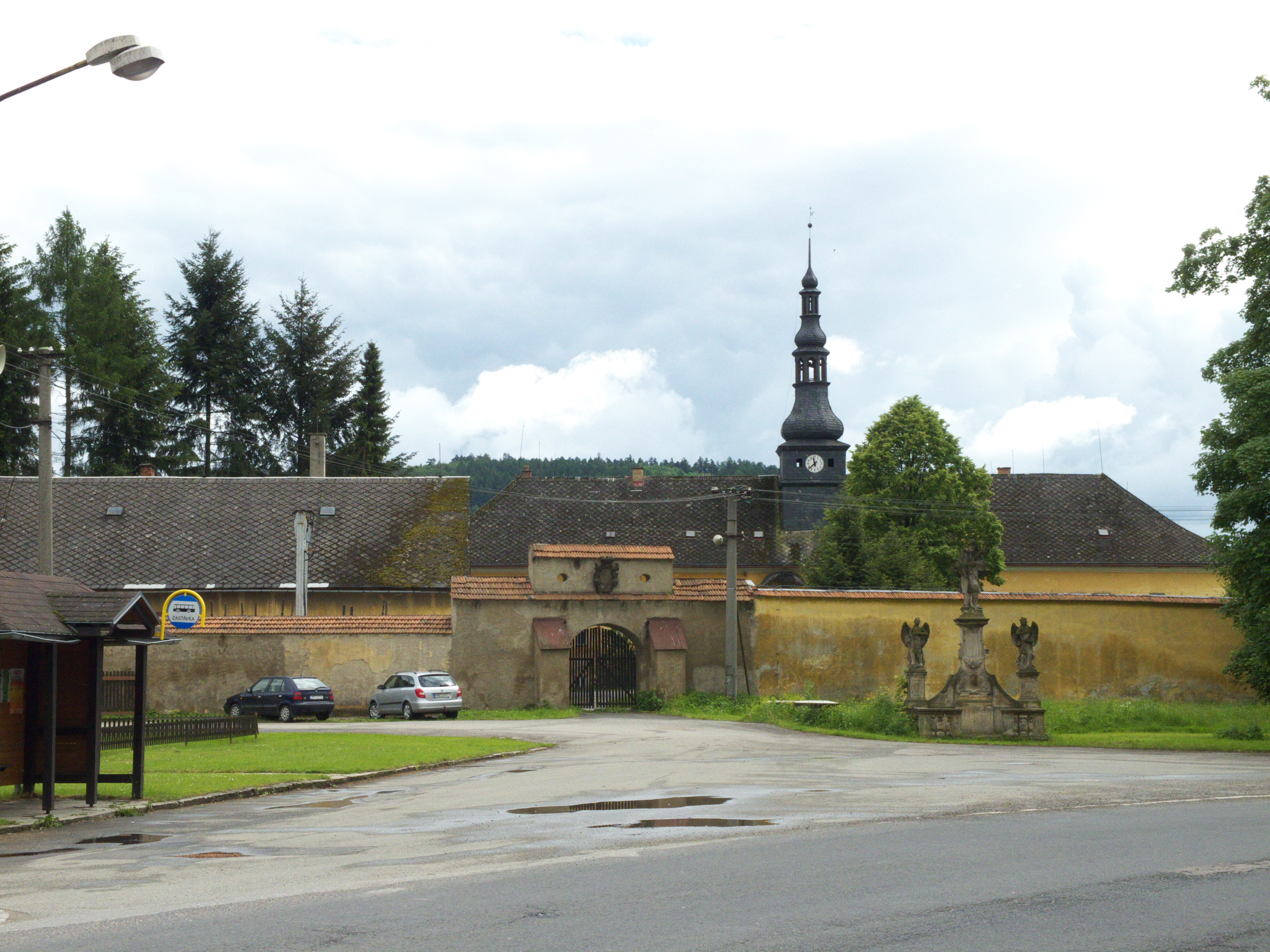